# 雅克·巴尔马
雅克·巴爾馬（法語：Jacques Balmat，法語發音：[ʒak balma]；1762年—1834年）是一名登山家，薩伏依人的高山嚮導，出生於薩伏依的霞慕尼，當時是薩丁尼亞王國的一部分。

## 生平
巴爾馬是一名臆羚獵人和水晶收藏家，1786年8月8日與醫生米歇尔-加布里埃尔·帕卡尔一起完成白朗峰的首次登頂。由於這一壯舉，國王維托里奧·阿梅迪奧三世授予他「du Mont Blanc」的榮譽稱號。
巴爾馬和帕卡爾登上白朗峰是早期登山史上的一項重大成就。道格拉斯·米爾納（C. Douglas Milner）寫道：「這次攀登本身就很壯觀；是耐力和持續的勇氣的驚人壯舉，僅由這兩人完成。他們沒有攀登工具，沒有冰斧，背負著科學設備和長鐵尖棍。幸運的天氣和一顆月亮確保了他們活著回來。」
埃里克·希普頓寫道：「他們的勇氣和決心是令人震撼的成就，是登山史上最偉大的成就之一。他們不僅是在未曾探索過的地方，而且是在一條所有嚮導都認為不可能的路線上完成的。」
加斯东·雷比法讚揚巴爾馬的攀登能力，將他描述為「這個人健壯、果斷，事實證明這名水晶獵人擁有非凡的登山意識，對冰川的裂縫和蛇紋有著準確的直覺……」

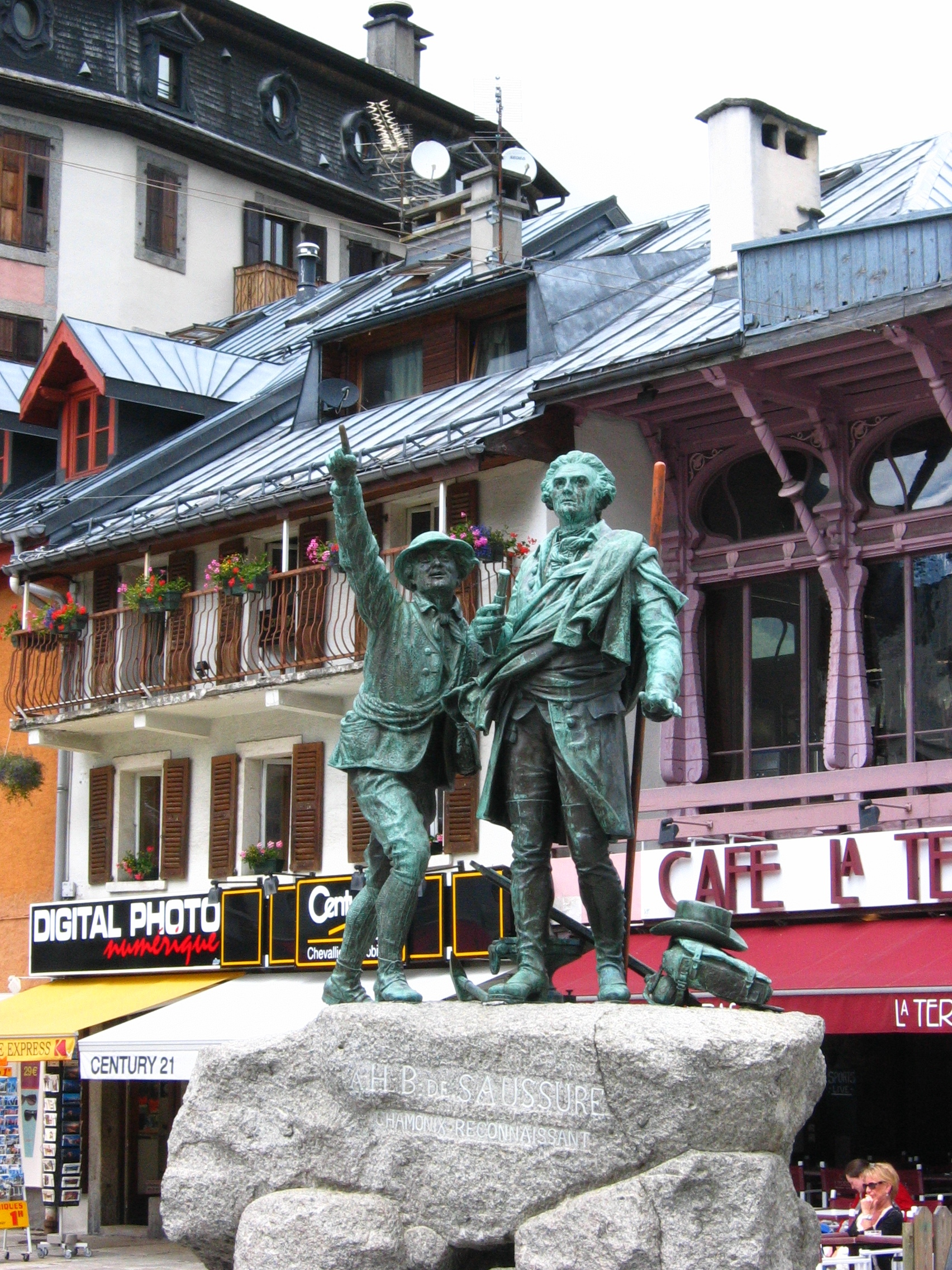
霞慕尼的奧拉斯-貝內迪克特·德索敘爾紀念碑，雅克·巴爾馬正在指點白朗峰

成功登頂後，巴爾馬領取了25年前奧拉斯-貝內迪克特·德索敘爾為第一個能登上白朗峰的人提供的獎勵。1787年8月3日，他協助德索敘爾本人帶著一支約17人的隊伍到達山頂。
在拿破崙戰爭期間，薩伏依被法國控制，巴爾馬成為市鎮委員會的成員。他領導一次將美利奴羊引入勃朗峰霞慕尼的嘗試，但沒有成功。

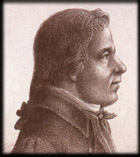
雅克·巴爾馬

巴爾馬因其對這次攀登的自傳式描述而受到批評，後來以《Jacques Balmat, or The First Ascent of Mont Blanc》為題用英語出版，因為他的描述淡化了帕卡爾博士的功勞。米爾納將巴爾馬的故事描述為「雲淡風輕的浪漫，主要是虛構的」，並引用四位登山史分析家的觀點，他們發現巴爾馬的事件版本中有錯誤。
西普頓將巴爾馬描述為「誇耀與自負」，「在性格上既虛榮又卑鄙。成功沖昏了他的頭腦，他很快就開始放大他在這一事件中的功勞。」
1834年，巴爾馬在锡克斯特山谷勘探金礦時，意外從懸崖上墜落而身亡。

### 引述
1. 1 2  Milner (1955)，第16頁.
2. ↑  Shipton (1966)，第28頁.
3. ↑  Rébuffat (1975)，第12頁.
4. ↑  Milner (2015)，第28頁.
5. 1 2  Oxley (2017).
6. ↑  Shipton (1966)，第21–28頁.

### 來源
- Milner, Cyril D. . R. Hale Ltd. 1955: 176. OCLC 729692237.
- Oxley, T. Louis. . Fb&c Ltd. 2017: 48 [1st pub. 1881]  [2022-12-31]. ISBN 978-0-259-50681-2. （原始内容存档于2022-08-08）.
- Rébuffat, Gaston. . Diadem. 1975: 239  [2022-12-31]. ISBN 978-0-906-37139-8. （原始内容存档于2022-08-08）.
- Shipton, Eric. . American Heritage Publishing. 1966: 145  [2022-12-31]. ISBN 978-1-612-30929-3. （原始内容存档于2022-08-08）.